# فيا بيرغوت
صوفيا روزا بيرغوت Sophia Rosa Berghout (14 ديسمبر 1909 - 22 مارس 1993) كانت عازفة هارب هولندية.   وصفتها صحيفة الإندبندنت بأنها "عازفة الهارب الأكثر تأثيرًا في القرن العشرين". 